# Mike Henderson
Mike Henderson (Independence, 16 gennaio 1953 – 22 settembre 2023) è stato un cantautore e polistrumentista statunitense.
Nel 2008 è stato uno dei membri fondatori del gruppo The SteelDrivers, che poi ha lasciato del dicembre 2011.
Come turnista ha lavorato con Emmylou Harris, John Hiatt, Joy Lynn White, Kelly Willis e Mark Knopfler.

## Discografia
- 1994 – Country Music Made Me Do It
- 1996 – Edge of Night
- 1996 – First Blood
- 1999 – Thicker Than Water